# Borgerhout
Borgerhout (Ausspracheⓘ) ist ein Stadtbezirk (District) im Südwesten der belgischen Stadt Antwerpen.

## Geschichte
Die Örtlichkeit wurde erstmals 1214 als „Borgerholt“ erwähnt. Ab der zweiten Hälfte des 15. Jahrhunderts entstand eine Siedlung, die sowohl in weltlicher als auch in kirchlicher Hinsicht eine Einheit mit dem benachbarten Deurne bildete. Die Gegensätze zwischen dem rein landwirtschaftlich geprägten Deurne und dem bevölkerungsreicheren Borgerhout mit seinen zahlreichen Industriebetrieben führten 1836 zur politischen Unabhängigkeit der Gemeinde Borgerhout und 1837 zur Gründung einer eigenen Kirchengemeinde. Im Jahr 1914 musste Deurne weitere 113 Hektar Gemeindegebiet an Borgerhout abgeben.
In der Endphase des Zweiten Weltkrieges wurde der Ort durch den Beschuss mit V-Waffen schwer getroffen.
Am 1. Januar 1983 wurde Borgerhout nach Antwerpen eingemeindet und bildet seitdem einen Stadtbezirk Antwerpens.
Siedungsgeschichtlich ist Borgerhout in das alte Borgerhout („Oud-Borgerhout“), das innerhalb des 1860–1865 errichteten Verteidigungsgürtels um Antwerpen gelegen war (Borgerhout „intra muros“) und das jüngere Borgerhout (Borgerhout „extra muros“) einteilbar. Letzteres wurde in größerem Stil erst in der Zwischenweltkriegszeit und vor allem nach dem Zweiten Weltkrieg erbaut.
In den letzten Jahrzehnten zogen viele Migranten, vor allem aus Nordafrika (Marokko) nach Oud-Borgerhout, was dem Stadtteil den meist nicht positiv gemeinten Spitznamen „Borgerokko“ eingebracht hat.

## Bevölkerung
Im Jahr 2025 hatte Borgerhout 47.188 Einwohner (8,3 Prozent der gesamten Einwohnerschaft Antwerpens). Die Einwohnerdichte lag mit 12.100 Ew./km² weit über dem Durchschnitt Antwerpens (2717 Ew./km²). 64,6 Prozent der Einwohner hatten einen Migrationshintergrund (Antwerpen gesamt: 56,5 Prozent).

## Besonderheiten
Das ehemalige Bezirkshaus (Districthuis) im Stil der flämischen Neorenaissance stammt aus den Jahren 1886–1889. Die Heilige Familie en Sint-Corneliuskerk wurde in den Jahren 1908 bis 1913 erbaut.

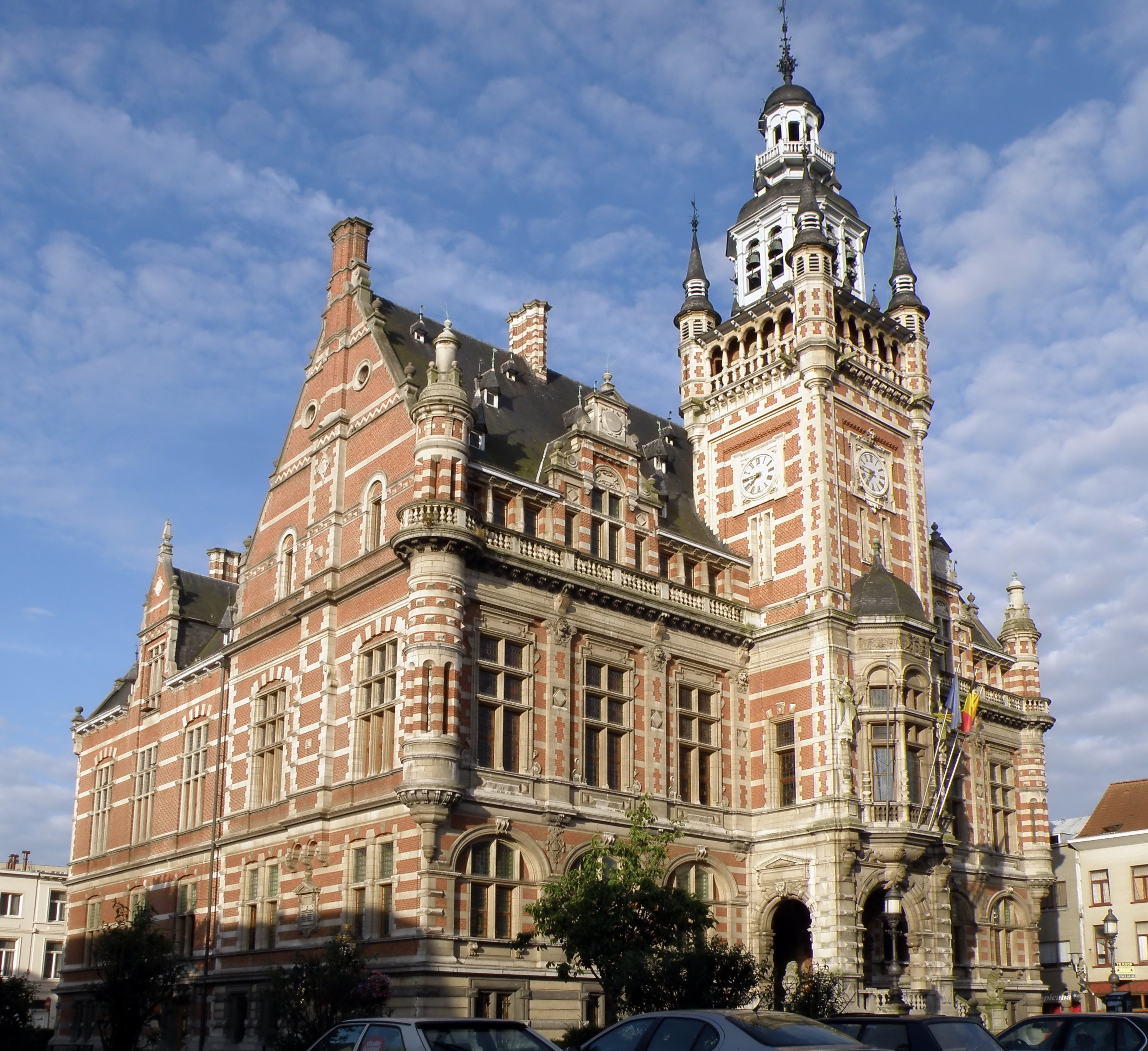
historisches Districthuis
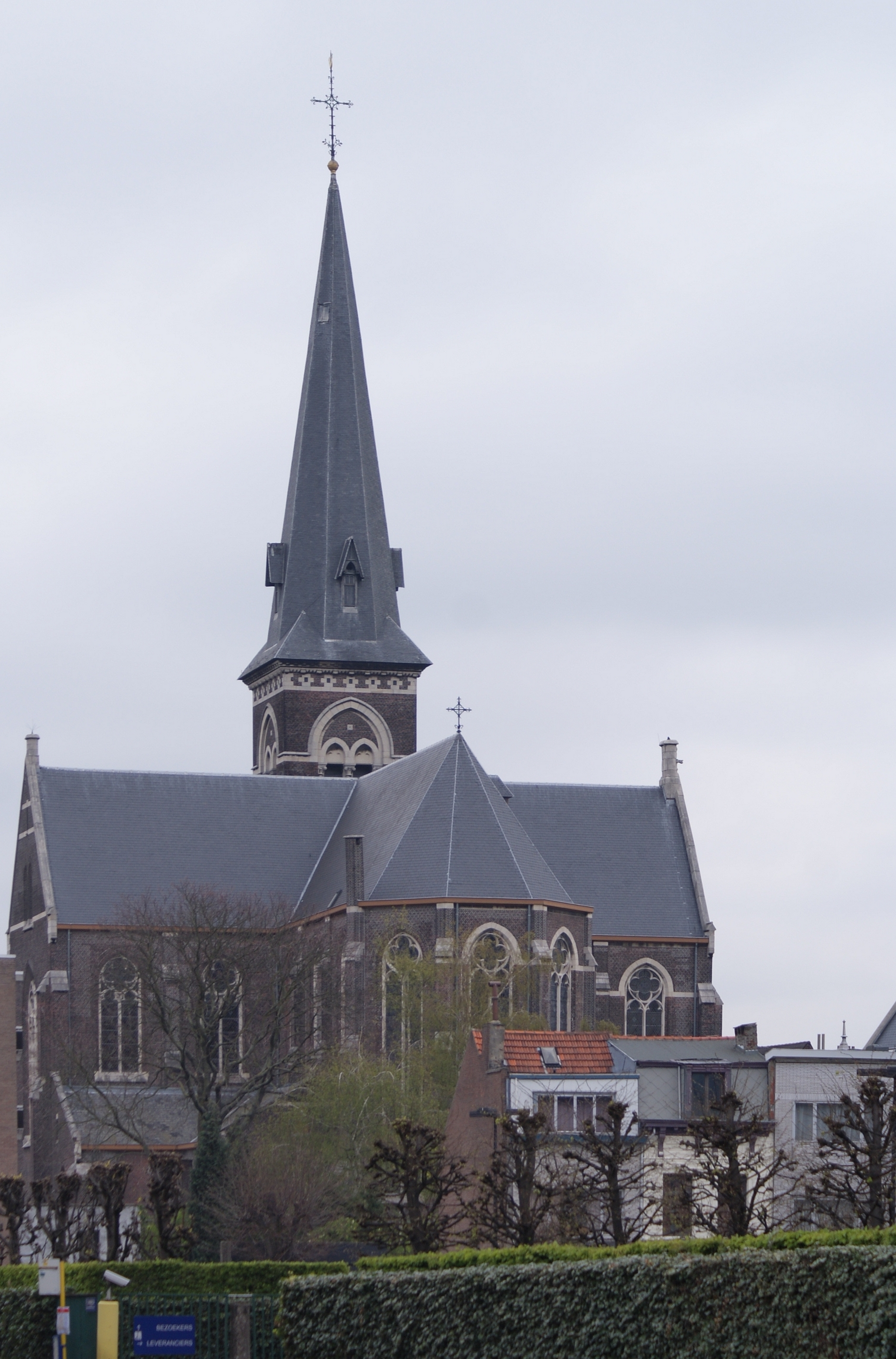
Heilige Familie en Sint-Corneliuskerk

## Persönlichkeiten
- Jean Verheyen (1896–1954), Radrennfahrer